# Massakern vid OS i München
Massakern vid OS i München var ett terrorattentat som inträffade den 5 och 6 september 1972 under Olympiska sommarspelen i München, Västtyskland, som resulterade i mordet på 11 israeliska idrottsmän. Dådet genomfördes av den palestinska organisationen Svarta september.

## Händelseförlopp

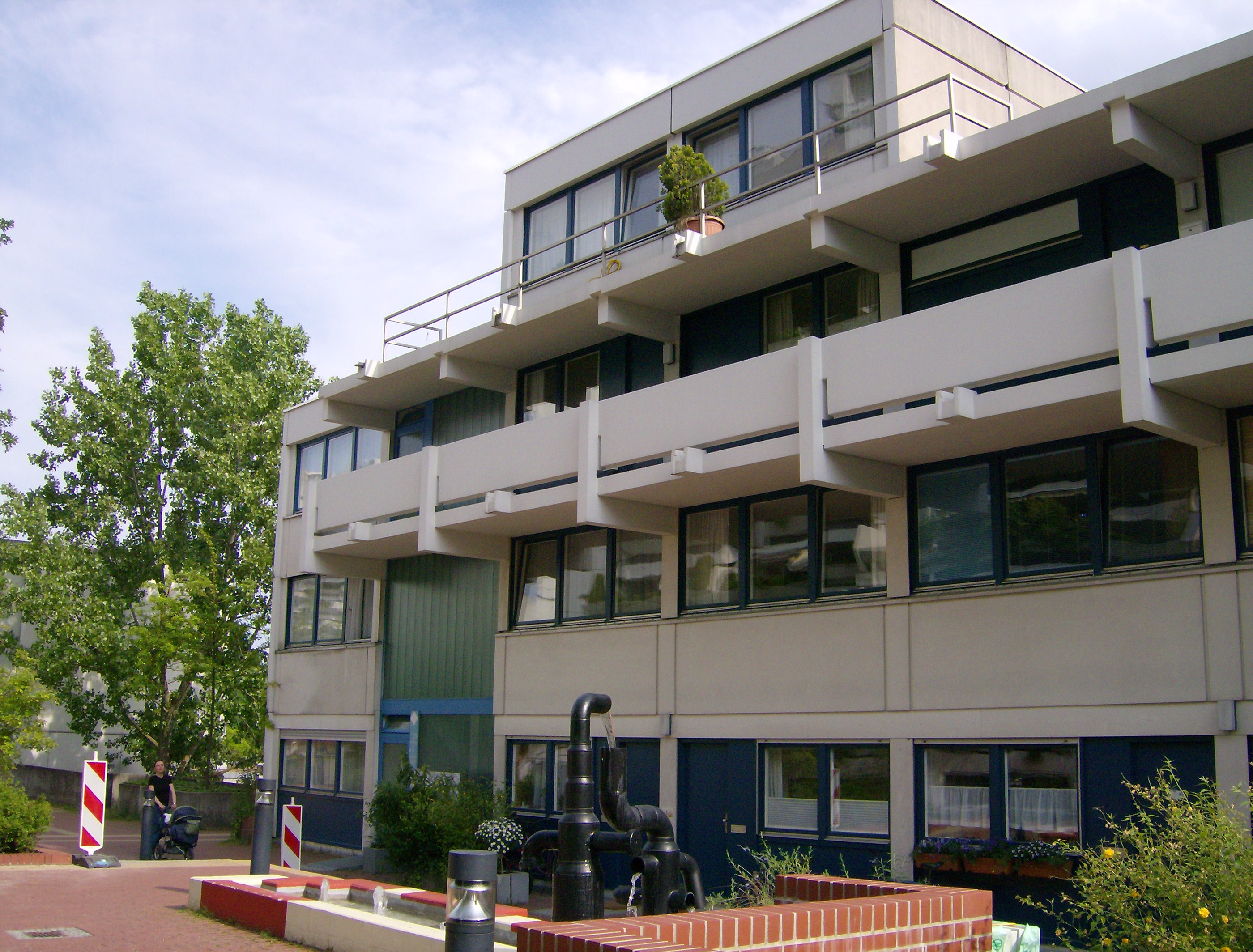
Huset där de israeliska idrottarna bodde i München.

Den 5 september 1972 stormade åtta palestinier, medlemmar av Svarta september, OS-byn i München. De dödade två israeliska idrottsmän och tog nio israeler som gisslan. Svarta september krävde att Israel skulle frige 234 palestinska fångar. På grund av händelsen utlystes utegångsförbud i OS-staden, och spelen fick avbrytas. Israel vägrade ge efter, och organisationen fördes efter förhandlingar den 6 september med Willy Brandt med gisslan till den militära flygbasen Fürstenfeldbruck utanför staden. När den västtyska polisen och militären besköt Svarta september, dödade de sin gisslan på nio israeliska idrottsmän och tränare. I striderna som följde dödades fem av Svarta septembers medlemmar och en västtysk polis.

## De döda i Münchenmassakern
Skjutna under den första kritiska gisslantagningen i OS-byn
- Moshe Weinberg (brottningstränare, född 1939)
- Yossef Romano (tyngdlyftare, född 1940)

Skjutna och sprängda av granat i D-HAQO (den östra) helikoptern, i den ordning som de satt, från vänster till höger
- Ze'ev Friedman (tyngdlyftare, född 1944)
- David Berger (tyngdlyftare, född 1944)
- Yakov Springer (tyngdlyftningsdomare, född 1921)
- Eliezer Halfin (brottare, född 1948)

Skjutna i D-HADU (den västra) helikoptern, i den ordning som de satt, från vänster till höger
- Yossef Gutfreund (brottningsdomare, född 1931)
- Kehat Shorr (skyttetränare, 1919)
- Mark Slavin (brottare, född 1954)
- Andre Spitzer (fäktningstränare, född 1945)
- Amitzur Shapira (friidrottstränare, född 1932)

Skjuten på landningsbanan
- Anton Fliegerbauer (tysk antiterrorist-polis, född 1940)

Palestinska terrorister skjutna av tyska polisen
- Luttif Afif (alias Issa)
- Yusuf Nazzal (Tony)
- Afif Ahmed Hamid (Paolo)
- Khalid Jawad (Salah)
- Ahmed Chic Thaa (Abu Halla)

## Efterdyningar
De tre palestinier som överlevde fängslades i Västtyskland. Israel krävde med anledning av händelsen att världen skulle agera kraftigare och började själva den 8 september att utföra bombräder mot palestinska flyktingläger i Libanon och Syrien och platser i Mellanöstern, vilket blev upptakten till de värsta luftstriderna mellan länderna sedan Sexdagarskriget.
Den 29 oktober kapades ett Lufthansa-flygplan av två palestinier som krävde att de överlevande palestinierna skulle frisläppas från det västtyska fängelset. Planet mellanlandade i Zagreb i Jugoslavien, innan det lyfte mot München, men sedan ångrade sig kaparna och krävde att fångarna skulle flygas till Zagreb. Där plockade kaparna upp de frigivna fångarna, och begav sig till Tripoli i Libyen.

## Film
- München är en amerikansk/tysk/italiensk/fransk spelfilm från 2005 av Steven Spielberg som utspelar sig under efterspelet till Münchenmassakern.
- En dag i september, är en amerikansk dokumentärfilm av Kevin Macdonald och Arthur Cohn, den vann 2000 en Oscar för bästa dokumentarfilm.
- Die 21 Stunden von München, är en amerikansk spelfilm från 1976 av William A. Graham.
- Sword of Gideon, är en amerikansk film från 1985/1986 av Michael Anderson  inspelad för tv-kanalen Home Box Office.
- Der Olympia-Mord, är en 90-minuters tysk dokumentär av Sebastian Dehnhardt, Uli Weidenbach och Manfred Oldenburg, sändes på tyska tv-kanalen ZDF 2006.
- LH 615 – Operation München är en tysk doku-spelfilm från 1975 av Theo Mezger.
- 1972 är en tysk dokumentärfilm från 2000 av Sarah Morris.